# Tre Valli Varesine 1964
La Tre Valli Varesine 1964, quarantaquattresima edizione della corsa, si svolse il 1º maggio 1964 su un percorso di 267,1 km. La vittoria fu appannaggio dell'italiano Marino Vigna, che completò il percorso in 6h28'50", precedendo i connazionali Antonio Bailetti e Flaviano Vicentini.
Sul traguardo di Varese 62 ciclisti portarono a termine la competizione.  

## Ordine d'arrivo (Top 10)
| Pos. | Corridore          | Squadra   | Tempo    |
| ---- | ------------------ | --------- | -------- |
| 1    | Marino Vigna       | Gazzola   | 6h28'50" |
| 2    | Antonio Bailetti   | Carpano   | s.t.     |
| 3    | Flaviano Vicentini | Ignis     | s.t.     |
| 4    | Roberto Poggiali   | Ignis     | s.t.     |
| 5    | Franco Magnani     | Salvarani | s.t.     |
| 6    | Danilo Ferrari     | I.B.A.C.  | s.t.     |
| 7    | Mario Maino        | Cynar     | s.t.     |
| 8    | Danilo Grassi      | Lygie     | a 1'17"  |
| 9    | Idrio Bui          | Lygie     | a 2'55"  |
| 10   | Italo Zilioli      | Carpano   | a 3'08"  |